# Idiolispa corderoi
Idiolispa corderoi là một loài tò vò trong họ Ichneumonidae.